# Василівська волость (Новомосковський повіт)
Василівська волость — адміністративно-територіальна одиниця Новомосковського повіту Катеринославської губернії.
У складі було 1 поселення, 1 громада. Населення 1281 особа (654 осіб чоловічої статі та 627 — жіночої), 260 дворових господарств.
|                     | Площа, десятин | У тому числі орної, десятин |
| ------------------- | -------------- | --------------------------- |
| Сільських громад    | 540            | 367                         |
| Приватної власності | 10051          | 900                         |
| Іншої власності     | 141            | 50                          |
| Загалом             | 10732          | 1317                        |

Єдине поселення волості:
- Василівка — слобода, над річкою Самара, 1281 осіб, 1 православна церква.